# سيمون مسوفا
سيمون مسوفا (بالإنجليزية: Simon Msuva)‏ (من مواليد 2 أكتوبر 1996) هو لاعب كرة قدم تنزاني يلعب في مركز الهُجوم، كما يُمثل مُنتخب تنزانيا لكرة القدم في البطولات الدولية الخاصة بالمُنتخبات الوطنية و احترف في السعودية في نادي القادسية ونادي النجمة.

## إحصائيات اللاعب

### مع الأندية
آخر تحديث 20 يونيو 2019..
| النادي         | الموسم        | الدوري                   | الدوري    | الدوري  | الكأس     | الكأس   | البطولة القارية | البطولة القارية | بُطولات أخرى | بُطولات أخرى | المجموع   | المجموع |
| النادي         | الموسم        | الدوري                   | المُباريات | الأهداف | المُباريات | الأهداف | المُباريات       | الأهداف         | المُباريات   | الأهداف     | المُباريات | الأهداف |
| -------------- | ------------- | ------------------------ | --------- | ------- | --------- | ------- | --------------- | --------------- | ----------- | ----------- | --------- | ------- |
| الدفاع الجديدي | 2017–18       | البطولة الوطنية المغربية | 25        | 11      | 0         | 0       | 0               | 0               | 0           | 0           | 25        | 11      |
| الدفاع الجديدي | 2018–19       | البطولة الوطنية المغربية | 28        | 13      | 0         | 0       | 6               | 5               | 0           | 0           | 34        | 18      |
| المجموع الكُلي  | المجموع الكُلي | المجموع الكُلي            | 53        | 24      | 0         | 0       | 6               | 5               | 0           | 0           | 59        | 29      |

مُلاحظات
1. ↑  المُشاركات في دوري أبطال أفريقيا

### مع المُنتخب
آخر تحديث المُباريات التي شارك فيها إلى غاية 20 يونيو 2019..
| المُنتخب الوطني | السنة   | عدد المُباريات | عدد الأهداف |
| -------------- | ------- | ------------- | ----------- |
| تنزانيا        | 2012    | 5             | 0           |
| تنزانيا        | 2013    | 3             | 0           |
| تنزانيا        | 2014    | 9             | 0           |
| تنزانيا        | 2015    | 13            | 2           |
| تنزانيا        | 2016    | 2             | 0           |
| تنزانيا        | 2017    | 14            | 6           |
| تنزانيا        | 2018    | 6             | 1           |
| تنزانيا        | 2019    | 6             | 3           |
| المجموع        | المجموع | 59            | 12          |

### الأهداف الدولية
| الترتيب | تاريخ إجراء المُباراة | ملعب المُباراة                                  | الخصم            | الهدف | النتيجة | المُنافسة                                     |
| ------- | -------------------- | ---------------------------------------------- | ---------------- | ----- | ------- | -------------------------------------------- |
| 1.      | 24 نوفمبر 2015       | Awassa Kenema Stadium، أواسا، إثيوبيا          | رواندا           | 2–0   | 2–1     | كأس مؤتمر جمعيات شرق ووسط أفريقيا لكرة القدم |
| 2.      | 28 نوفمبر 2015       | Awassa Kenema Stadium، أواسا، إثيوبيا          | إثيوبيا          | 1–0   | 1–1     | كأس مؤتمر جمعيات شرق ووسط أفريقيا لكرة القدم |
| 3.      | 28 مارس 2017         | الملعب الوطني، دار السلام، تنزانيا             | بوروندي          | 1–0   | 2–1     | مباراة ودية                                  |
| 4.      | 29 يونيو 2017        | Moruleng Stadium، Moruleng، جنوب أفريقيا       | موريشيوس         | 1–1   | 1–1     | كأس كوسافا                                   |
| 5.      | 5 يوليو 2017         | Moruleng Stadium، Moruleng، جنوب أفريقيا       | زامبيا           | 2–4   | 2–4     | كأس كوسافا                                   |
| 6.      | 2 سبتمبر 2017        | ملعب أوهورو، دار السلام، تنزانيا               | بوتسوانا         | 1–0   | 2–0     | مُباراة ودية                                  |
| 7.      | 2 سبتمبر 2017        | ملعب أوهورو، دار السلام، تنزانيا               | بوتسوانا         | 2–0   | 2–0     | مُباراة ودية                                  |
| 8.      | 7 أكتوبر 2017        | ملعب أوهورو، دار السلام، تنزانيا               | مالاوي           | 1–1   | 1–1     | مُباراة ودية                                  |
| 9.      | 16 أكتوبر 2018       | الملعب الوطني، دار السلام، تنزانيا             | الرأس الأخضر     | 1–0   | 2–0     | تصفيات كأس الأمم الأفريقية 2019 المجموعة ك   |
| 10.     | 24 مارس 2019         | الملعب الوطني، دار السلام، تنزانيا             | أوغندا           | 1–0   | 3–0     | تصفيات كأس الأمم الأفريقية 2019 المجموعة ك   |
| 11.     | 27 يونيو 2019        | ملعب 30 يونيو، القاهرة، مصر                    | كينيا            | 1–0   | 2–3     | تصفيات كأس الأمم الأفريقية                   |
| 12.     | 4 سبتمبر 2019        | ملعب الأمير لويس رواغاسوري، بوجومبورا، بوروندي | بوروندي          | 1–1   | 1–1     | تصفيات كأس العالم 2022                       |
| 13.     | 15 نوفمبر 2019       | الملعب الوطني، دار السلام، تنزانيا             | غينيا الاستوائية | 1–1   | 2–1     | تصفيات كأس الأمم الأفريقية 2021 المجموعة ي   |
| 14.     | 28 مارس 2021         | الملعب الوطني، دار السلام، تنزانيا             | ليبيا            | 1–0   | 1–0     | تصفيات كأس الأمم الأفريقية 2021 المجموعة ي   |

## وصلات خارجية
- سيمون مسوفا على موقع قاعدة بيانات كرة القدم.إي يو (الإنجليزية)
- سيمون مسوفا على موقع ناشيونال فوتبول تيمز (الإنجليزية)